# Пер Андерс Рудлінг
Пер Андерс Рудлінґ (швед. Per Anders Rudling, нар. 1974, Карлстад) — шведсько-американський історик, професор історичного департаменту Лундського університету (Швеція). Основними напрямками його досліджень є Центральна та Східна Європа, зокрема питання національної пам'яті та ідентичності, націоналізму й антисемітизму.
Має ступені магістра російської мови (Уппсальський університет, 1998), магістра історичних наук (Університет Сан-Дієго, 2003), доктора філософії (Університет Альберти, 2009) та постдокторанта Грайфсвальдського університету (Німеччина, 2010-2011). Є автором книги «Злет і падіння білоруського націоналізму, 1906–1931», опублікованої Університетом Пітсбурга, вона  присвячена темі білоруського націоналізму від його витоків до 1930-их років.

## Життєпис
Пер Рудлінг є автором низки наукових праць з питань білоруського та українського націоналізмів, Голокосту на теренах окупованих України та Білорусі.
2012 року виступив з критикою анонсованого північноамериканського лекційного туру Руслана Забілого — колишнього директора львівського «Центру досліджень визвольного руху» і директора львівського музею «Тюрма на Лонцького». За словами Рудлінга, Забілий займає центральне місце у некритичному просуванні та прославленні Організації українських націоналістів на чолі зі Степаном Бандерою та має сумнівні академічні здобутки. Шведський історик характеризує ОУН як недемократичну, антисемітську та расистську організацію, що вдавалась до терору й насильства у боротьбі проти політичних опонентів та національних меншин, зокрема під час Другої світової війни.
У відповідь низка українських громадських організацій Канади звернулись з відкритим листом до ректора Лундського університету з проханням нагадати Рудлінгу про необхідність свободи слова та неприйнятність дискримінації іншої точки зору у науковій спільноті. На противагу, 38 вчених та дослідників Голокосту, зокрема Омер Бартов, Ефраїм Зурофф, Довід Кац, Джон-Пол Химка, Олексій Міллер, Рут Водак та Крістіан Гернер, виступили на захист Рудлінга, назвавши критичні висловлювання останнього коштовними та переконливими. Разом з тим, варто зауважити, сам Рудлінг у 2010 році став одним зі 108 підписантів петиції міжнародної академічної спільноти проти затримання та обшуку Забілого співробітниками СБУ.
Того ж 2012 року Рудлінг висловив публічний протест проти використання своєї праці у книзі Вадима Колісніченка без дозволу, котру він разом з іншим автором розцінив як «політичну інструменталізацію нашої роботи Партією регіонів».
2018 року Пер Андерс Рудлінг висловив заклопотаність щодо запровадження гасла «Слава Україні! Героям слава!» в Збройних Силах України через контекст ОУН, заявивши, що подібні вітання свого часу використовувались як в націоналістичних, так і фашистських мілітаризованих рухах в Європі.

## Критика
Білоруська дослідниця Олена Маркова у рецензії на книгу «Злет і падіння білоруського націоналізму» зазначила, що вона містить багату фактографічну інформацію й послідовно висвітлює розвиток головних білоруських національних проектів упродовж ХХ століття, але водночас у публікації занадто велика кількість некритичної праці з джерелами, що, на думку Маркової, веде до певних випадків маніпулятивної вибірки фактів.

## Обрані публікації

### Розділи книг
- "Anti-Semitism on the Curriculum: MAUP – The Interregional Academy for Personnel Management," in Matthew Feldman and Paul Jackson (eds.) Doublespeak: The Rhetoric of the Far Right since 1945. (Stuttgart: ibidem-Verlag, 2014), 247-270.
- "Memories of 'Holodomor' and National Socialism in Ukrainian Political Culture," in Yves Bizeul (ed.), Rekonstruktion des Nationalmythos?: Frankreich, Deutschland und die Ukraine im Vergleich (Göttingen: Vandenhoek & Ruprecht Verlag, 2013), 227-258.
- "The Invisible Genocide: The Holocaust in Belarus," in Joanna B. Michlic and John-Paul Himka (eds.) Bringing to Light the Dark Past: The Reception of the Holocaust in Postcommunist Europe. (Lincoln: Nebraska University Press, 2013), 57-82.
- "The Return of the Ukrainian Far Right: The Case of VO Svoboda," in Ruth Wodak and John E. Richardson (eds.) Analyzing Fascist Discourse: European Fascism in Talk and Text. (London and New York: Routledge 2013), 228-255.
- "Anti-Semitism and the Extreme Right in Contemporary Ukraine," in Andrea Mammone, Emmanuel Godin, and Brian Jenkins (eds.), Mapping the Extreme Right in Contemporary Europe: From Local to Transnational. (London and New York: Routledge, 2012), 189-205.
- "The Great Patriotic War and National Identity in Belarus" in Tomasz Kamusella and Krzysztof Jaksułowski (eds.), Nationalisms Across the Globe, volume I: Nationalisms Today. (Bern: Peter Lang, 2009), 199-225.
- "Belarus in the Lukashenka Era: National Identity and Relations with Russia" in Oliver Schmidtke and Serhy Yekelchyk (eds.), Europe's Last Frontier?: Belarus, Moldova, and Ukraine between Russia and the European Union. (New York and Houndmills, UK:  Palgrave Macmillan, 2008), 55-77[2].
- "Navuka zabivats: 201-yi batal’en akhounai palitsyi i hauptman Raman Shukhevich u Belarusi u 1942 hodze", "The Science of Murder: The Two Hundred First Batallion of the Auxiliary Police and Hauptmann Roman Shukhevych in Belarus in 1942" ARCHE 7-8 (2012): 67—87.

### Статті
- Rudling, Anders (4 вересня 2012). ‘They Defended Ukraine’: The 14. Waffen-Grenadier-Division der SS (Galizische Nr. 1) Revisited. The Journal of Slavic Military Studies. 25 (3): 329—368. doi:10.1080/13518046.2012.705633.

### Перекладені українською
- Євгеніка та расова антропологія в українській радикально-націоналістичній традиції // Спільне, 31 січня 2020.